# Polygala linoides
Polygala linoides là một loài thực vật có hoa trong họ Polygalaceae. Loài này được Poir. miêu tả khoa học đầu tiên năm 1804.